# دا و دختر
قلعه دا و دختر قلعه‌ای در ۳ کیلومتری شمال شهر رامهرمز، از آثار فرهنگی- تاریخی استان خوزستان است که به دوران ساسانیان تعلق دارد.

## پیشیینه
این قلعه در شمال رامهرمز در دامنه‌های میانی کوه ای گچی بر روی دو تپه در امتداد هم واقع شده‌است. شکل گرد و دایره مانند هر دو واحد قلعه چنان است که معماری قلعه‌سازی رومی را می‌رساند و مانند آثاری است که از قلاع رومی در جنوب مدیترانه کمابیش بر جای مانده‌اند. این قلعه شبیه دژی است که در روزگار ساسانیان  برای حفاظت راه تجاری و نظامی شوش، واجار، اصفهان  یا برای نگهبانی کاخ و خزائن رامهرمز  یا نظارت بر جلگه زراعی، باغها، مزارع و انبارهای غله ساخته شده باشد و رومی‌ها در ساختن یا در طرح و نقشه آن دخالت داشته باشند.

## پیرامون نام
پیشینیان آن را به نام قلعه «دا و دور» به معنای «مادر و دختر» می‌خواندند. برخی پژوهشگران و مردم‌نگاران نام «داوو و دختر» را بیانگر میزان نفوذ و اقتدار زنان در برهه‌ای از تاریخ می‌دانند و گروهی دیگر نیز بر این باورند که این لفظ، شکل تغییریافتهٔ لفظ «دادور» به معنای دادگستر می‌باشد، هرچند این نظریات محکم نیستند.

## معماری و مصالح
در ساخت این قلعه سترگ از مصالح ساختمانی چون سنگ، ملات گچ و در برخی از نقاط از آجر و قیر استفاده شده که سنگ آن از رودخانهٔ «اعلا» و سنگ پی آن را از معادن اطراف آن که در حدود سه کیلومتری شرق و شمال شرق قلعه قرار دارد، آورده‌اند. قیر آن که قیر طبیعی می‌باشد از معادن قدیمی در سه کیلومتری ضلع شمالی قلعه به محل آورده شده‌است. بیش‌ترین استفاده از آجر در این بنا مربوط به برج‌های ظلعِ جنوبی است.

## جغرافیا
این قلعه در ۳ کیلومتری شمال شهر رامهرمز بر روی کوه‌های مرتفع گلچینو۵۰۰متری روستای بغدک ومشرف بر شهر و دشت رامهرمز قرار دارد. قلعهٔ دا و دختر در ارتفاع حدوداً ۶۰۰ متری بر روی کوه قرار دارد به‌طوری‌که از سینه‌کش پایین کوه تا قلعه حدود ۳۰ دقیقه راه است.